# Wang Hee-kyung
Wang Hee-kyung (hangul 왕희경, ur. 16 lipca 1970) – koreańska łuczniczka. Dwukrotna medalistka olimpijska z Seulu.
Zawody w 1988 były jedynymi igrzyskami olimpijskimi. W rywalizacji indywidualnej zajęła drugie miejsce, na podium stanęły również jej rodaczki Kim Soo-nyung i Yun Young-sook. Wspólnie triumfowały w konkursie drużynowym.